# Nilüfer Yumlu
Nilüfer Yumlu (Istanboel, 31 mei 1955) is een Turkse zangeres.

## Biografie
Yumlu is vooral bekend vanwege haar deelname aan het Eurovisiesongfestival 1978. Samen met de band Nazar bracht ze het nummer Sevince ten gehore. Turkije eindigde op een teleurstellende achttiende plek op twintig deelnemers. Dit zou haar evenwel niet beletten om een succesvolle carrière uit te bouwen in eigen land. In 1997 werd ze UNICEF-ambassadrice. Een jaar later werd ze uitgeroepen tot Nationaal Artiest.